# Аліщенко Іван Альбертович
Аліщенко Іван Альбертович (нар. 21 лютого 1980, с. Торговиця, Новоархангельський район, Кіровоградська область, Україна — 18 жовтня 2014, с. Велика Новосілка, Донецька область, Україна) — капітан Збройних сил України, учасник російсько-української війни.

## Біографія
Народився 1980 року в с. Торговиця Новоархангельського району в родині вчителів Альберта Івановича та Надії Георгіївни Аліщенків.
Закінчив спочатку військовий ліцей, потім Одеський інститут сухопутних військ.
Проходив службу в 17-й окремій танковій бригаді.
З початку літа 2014 року в складі 78-го окремого батальйону матеріального забезпечення брав участь в Антитерористичній операції на сході України.
Іван Аліщенко загинув 18 жовтня 2014 року під час виконання бойового завдання в районі смт Велика Новосілка Донецької області.
Похований на батьківщині в с. Торговиця.
Залишилися дружина Марина і донька Ангеліна.